# La gran ilusión (libro)
La gran ilusión es un libro de Norman Angell, publicado por primera vez en el Reino Unido en 1909 bajo el título La ilusión óptica de Europa  y vuelto a publicar en 1910 y posteriormente en varias ediciones ampliadas y revisadas bajo el título La gran ilusión.  El libro  tuvo seis versiones en Londres entre noviembre de 1909 y diciembre de 1938. Es un libro influyente en el campo de las relaciones internacionales.